# Museum Van Loon

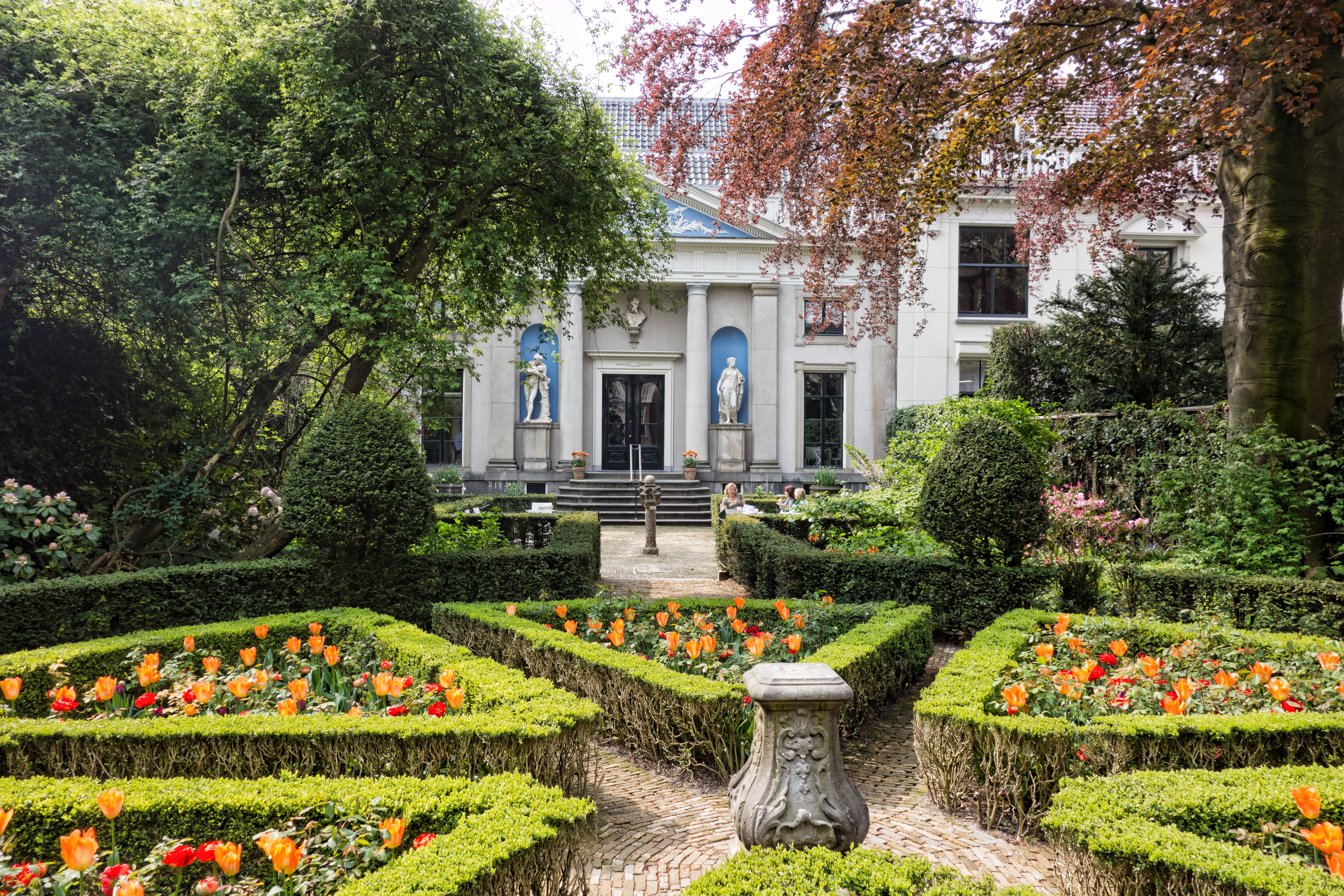
Rückseitige Ansicht des Museums mit Garten

Das Museum Van Loon ist ein 1960 gegründetes Museum in Amsterdam in den Niederlanden.

## Lage und Beschreibung
Das Gebäude befindet sich in der Keizersgracht 672 in Amsterdam und wurde zusammen mit dem Nachbarhaus Nr. 674 in den Jahren 1671 bis 1672 für den flämischen Kaufmann Jeremias van Raey gebaut. Der Architekt der Zwillingshäuser war Adriaan Dortsman. Der erste Mieter von Nr. 672 war der Maler Ferdinand Bol.
Auf dem Giebel zur Straßenseite stehen vier Statuen griechisch-römischer Götter: 1. die Kriegsgöttin Pallas Athena/Minerva, 2. der Kriegsgott Ares/Mars, 3. der Gott des Feuers Hephaistos/Vulcanus und 4. die Göttin der Erde Demeter/Ceres. Die Inneneinrichtung besteht unter anderem aus einer Bildergalerie mit Porträts der Familie Van Loon aus dem 17. bis zum 20. Jahrhundert, aus bedruckten Tapeten, die sich früher im Landsitz der Familie im Schloss Drakenstein befanden, aus antiken Möbeln und Schränken mit Porzellan, so zum Beispiel aus Limoges mit dem Familienwappen. Ein Teil der Gebäude ist für Besucher zugänglich.
Das Grundstück hat an seiner Rückseite an der Kerkstraat eine Remise, die bis zum Verkauf im Jahre 2009 von der Familie genutzt wurde. Heute wird sie als Standesamt genutzt. Der Giebel zur Gartenseite der Häuser wurde 1775 erneuert und zeigt eine Büste des Gottes Apollo und Zinkreliefs mit Flora/Chloris und Silenus mit Dionysos/Bacchus auf seinem Arm. Der Garten der Häuser wurde 1973 neu angelegt und hatte einen Entwurf von Jacobus Bosch aus dem Jahr 1679 zum Vorbild. Garten und Gartenhaus aus der Zeit nach 1752 stehen als Rijksmonument unter Denkmalschutz.

## Besitzer
Der Gebäudekomplex war von Anfang an so geplant, dass die Hausnummer Keizersgracht 674 das Wohnhaus der Besitzer war und Nummer 672 vermietet werden konnte. Im 18. Jahrhundert wurden die Zwillingshäuser von neuen Eigentümern umgebaut und anschließend beide Häuser von den Eigentümern genutzt. Seit 1884 war die adelige Familie Van Loon im Besitz der Häuser, 1920 wurde die Remise zur Garage umgebaut. Seit der Einrichtung einer Stiftung im Jahre 1960 kümmert sich diese um die Erhaltung von Garten und Gebäuden, um die Sammlungen der Familie und deren Erhalt und darum, dass das Gesamte der Öffentlichkeit zugänglich gemacht wird. Der letzte männliche Van Loon verstarb 2006, heute ist seine Tochter Vorsitzende der Stiftung.

## Museum
Im Museum befinden sich Möbel aus dem 17. Jahrhundert sowie antike Skulpturen und Gemälde (vorwiegend Porträtbilder).